# باشگاه فوتبال آئودا
باشگاه فوتبال آئودا یک باشگاه فوتبال لتونی است که در بالاترین سطح فوتبال لتونی (لیگ برتر فوتبال لتونی) بازی می‌کند. آنها در ککاوا، نزدیک پایتخت، ریگا مستقر هستند.

## عملکرد در رقابتهای اروپایی
| فصل     | رقابت             | مرحلا             | باشگاه | میزبان | میهمان | مجموع |
| ------- | ----------------- | ----------------- | ------ | ------ | ------ | ----- |
| ۲۰۲۳–۲۴ | لیگ کنفرانس اروپا | مرحله دوم مقدماتی |        |        |        |       |

## افتخارات
جام حذفی فوتبال لتونی
- قهرمان: ۲۰۲۲